# Бусінгеліде
Бусінгеліде (нід. Boesingheliede, нід. вимова: [ˌbuːzɪŋəˈliːde]) — селище в нідерландській провінції Північна Голландія. Входить до муніципалітету Гарлеммермер.